# Koska-Shäddehvärri
Koska-Shäddehvärri är ett berg i Finland. Det ligger i Enare i landskapet Lappland, i den norra delen av landet, 1 000 km norr om huvudstaden Helsingfors. Toppen på Koska-Shäddehvärri är 410 meter över havet.
Terrängen runt Koska-Shäddehvärri är platt åt nordväst, men åt sydost är den kuperad.  Trakten runt Koska-Shäddehvärri är nära nog obefolkad, med mindre än två invånare per kvadratkilometer. Det finns inga samhällen i närheten. Omgivningarna runt Koska-Shäddehvärri är i huvudsak ett öppet busklandskap.